# Conferenza di Annapolis

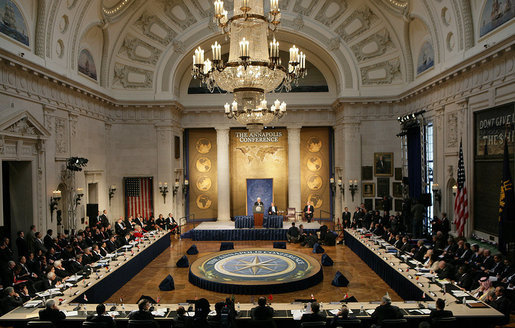
Mahmoud Abbas alla Conferenza

La Conferenza di Annapolis è stata una conferenza di pace per il Medio Oriente tenutasi il 27 novembre 2007, presso la United States Naval Academy di Annapolis, Maryland, Stati Uniti. La conferenza ha espresso la prima volta una soluzione di due Stati articolata in comune accordo per risolvere il conflitto israelo-palestinese, concludendosi con il rilascio di una dichiarazione congiunta di tutte le parti.

## Posizioni

### Palestinesi
Abu Mazen dichiarò che uno Stato palestinese che comprenda la Cisgiordania e la Striscia di Gaza nella loro interezza sarebbe accettabile, mentre il controllo permanente israeliano dei terreni al di là dei suoi confini del 1967 dovrebbe essere oggetto di discussione uno-a-uno. Inoltre si sarebbe dovuto discutere di sei temi centrali: Gerusalemme, i rifugiati palestinesi e il diritto di ritorno, i confini, gli insediamenti, l'acqua e la sicurezza.
Egli disse anche di sperare di raggiungere un accordo con Israele entro la fine del mese di novembre 2007, da sottoporre poi a referendum. Espresse inoltre la sua speranza che un accordo definitivo con Israele sarebbe stato possibile entro sei mesi dalla conferenza.

### Israeliani
Nel mese di ottobre 2007, il Primo Ministro Olmert indicò che sarebbe stato disposto a fornire parti di Gerusalemme Est ai palestinesi come parte di una più ampia soluzione pacifica da discutere ad Annapolis. Ciò causò notevoli critiche da parte della destra israeliana, tra le organizzazioni straniere ebraiche e tra i cristiani sionisti.
Il 27 novembre 2007, Ovadia Yosef, il leader spirituale del partito Shas, annunciò che il suo partito avrebbe lasciato la coalizione di governo, ponendo così fine alla coalizione di maggioranza in seno alla Knesset, se Ehud Olmert avesse accettato di dividere Gerusalemme. Eli Yishai dello Shas dichiarò: "Gerusalemme è al di sopra di tutte le considerazioni di carattere politico. Non ho intenzione di contribuire a consentire concessioni su Gerusalemme."

## Caratteristiche
La Conferenza di Annapolis è stata differente dai precedenti accordi di pace in Medio Oriente rispetto ai seguenti aspetti:
- È stata la prima volta che ambo le parti (israeliani e palestinesi) sono entrate in una conferenza con una comune comprensione che la situazione definitiva per la pace israelo-palestinese sia una soluzione a due Stati.
- È stata la prima volta che i palestinesi hanno parlato per loro stessi, invece di essere parte di una delegazione, come la Lega araba.
- È la prima volta in molti decenni che il contesto della conferenza non ha incluso nel contraddittorio posizioni sia dalle Nazioni Unite che dall'Unione europea contro gli israeliani.
- Alla Conferenza di Annapolis, gli Stati Uniti hanno svolto il ruolo di grande mediatore, mentre gli altri tre membri del Quartetto hanno assunto posizioni di secondo rilievo.